# Poet (företag)
Poet, LLC, av företaget skrivet POET, LLC; tidigare Broin Companies, är ett amerikanskt företag inom den kemiska industrin och tillverkar främst biobränsle men även etanol, drank och majsolja. De är världens största tillverkare av just biobränsle, med en årsproduktion på mer än två miljarder gallon. Företaget har verksamheter i sju amerikanska delstater och sysselsätter fler än 2 000 anställda.
Företaget har sitt ursprung från 1986 när familjen Broin uppförde en mindre fabrik för biobränsle på sin majsgård i Minnesota. Fadern Lowell Broin och sonen Jeff Broin var ofta på olika auktioner och inhandlade delar och utrustning till fabriken. År 1987 besökte de en auktion och där en nerlagd etanolfabrik i Scotland i South Dakota auktionerades ut. Fadern slog till och köpte den för 72 000 amerikanska dollar, det tog åtta månader för att få fabriken produktionsduglig. Fram till år 2007 hette företaget Broin Companies, det året bytte de namn till det nuvarande.
Huvudkontoret ligger i Sioux Falls i South Dakota.